# Idaea subscutulata
Idaea subscutulata là một loài bướm đêm trong họ Geometridae.